# 恵比寿まさ子
恵比寿 まさ子（えびす まさこ、1945年〈昭和20年〉8月3日 - ）は、日本の声優、女優、ナレーター。東京都出身。フリー（ナレーターとしてはヘリンボーンと業務提携）。

## 略歴・人物
児童劇団こけし座出身。日本大学芸術学部卒業。
以前は全日本音楽芸能プロダクション、エヌ・エー・シー、東京俳優生活協同組合、演協プロ、江崎プロダクション、青二プロダクション、大沢事務所に所属していた。
『サザエさん』や『あしたのジョー』などヒット作に多く出演。近年はサントリーのCM「自分防衛団」シリーズでナレーターとしても活動している。
特技は三味線、小唄。

## 出演作品
※太字はメインキャラクター。

### テレビアニメ
1967年
- かみなり坊やピッカリ・ビー
- 魔法使いサリー（ゆかり）

1968年
- 怪物くん（アコちゃん）
- 巨人の星（1968年 - 1970年）

1969年
- アタックNo.1（垣之内良子）
- 忍風カムイ外伝（子供）
- 紅三四郎（ルニヤ）

1970年
- あしたのジョー（1970年 - 1971年、白木葉子〈34 - 44話まで代役〉）

1971年
- アンデルセン物語（バベッティ）　
- ゴルゴ13

1972年
- 赤胴鈴之助
- 科学忍者隊ガッチャマン（少女）
- 樫の木モック（カンヌ、少女）
- 国松さまのお通りだい（花江、榊原ナナ）
- ど根性ガエル（1972年 - 1973年）

1973年
- 空手バカ一代
- ジャングル黒べえ（富士野たかね）
- ドラえもん（日本テレビ版）（源静香）

1974年
- エースをねらえ!
- はじめ人間ギャートルズ（1974年 - 1975年）
- サザエさん（波野タイコ〈2代目〉）
- たまげ太くん（ヘルメ子）
- 昆虫物語 新みなしごハッチ（ドロシー）

1977年
- ヤッターマン（客）　

1980年
- 銀河鉄道999（フェラス、螢子）

1981年
- 銀河旋風ブライガー（1981年 - 1982年、スウ・リン・ホー、ミゲル）
- 新竹取物語 1000年女王（百合）
- タイガーマスク二世（ナンシー）
- ハロー!サンディベル
- めちゃっこドタコン（二条さゆり、前原明彦の母）

1982年
- あさりちゃん（花売り）
- 銀河烈風バクシンガー（シュテッケンの母）
- The・かぼちゃワイン（エルの母）
- パタリロ!（ガーネシア）
- 吾輩は猫である（婦人）

1983年
- ドン松五郎の生活（洋子）
- まんが日本史（お市の方）

1984年
- 宗谷物語（治子、婦人）

1986年
- ドテラマン（佐藤サトコ〈ハジメの母〉）

2000年
- 機巧奇傳ヒヲウ戦記（ナレーション）

### 劇場アニメ
- アタックNo.1 涙の不死鳥（1971年、大沼みゆき[13]）
- 幻魔大戦（1983年、丈の幼年時代）

### 吹き替え

#### 映画
- アラスカ魂 ※フジテレビ版
- アラモ
- 噂の二人
- エアポート'75（ウィニー〈リンダ・ハリソン〉）
- 沿岸警備隊（ジェーン
- 俺たちに明日はない（ヴェルマ・デイヴィス〈エヴァンス・エヴァンス〉）
- 恐怖の岬（ナンシー・ボーデン〈ロリ・マーティン〉）※NET版
- 黒い牡牛（エルザ・カルデナス〈エルザ・カルデナス〉）
- 黒い絨毯（ザラ〈ノーマ・カルデロン〉）※東京12ch版
- 原子怪人の復讐（ウィニー〈クイン・オハラ〉）
- 恋人たち（エレーヌ〈ミシェル・ジラルドン〉）※東京12ch版
- 酒とバラの日々
- 大海賊 ※フジテレビ版
- 太陽がいっぱい（フレディの連れの女性〈ロミー・シュナイダー〉）
- 何かいいことないか子猫チャン
- バニー・レークは行方不明
- フリービーとビーン/大乱戦 ※フジテレビ版
- 友情ある説得（長女マティ〈フィリス・ラプ〉）※NHK版
- 夜の豹
- 雷鳴の湾
- 私は告白する ※NHK版

#### ドラマ
- 宇宙大作戦（オドーナ〈シャロン・アッカー〉）
  - シーズン2『宇宙からの使者 Mr.セブン』（ロバータ〈テリー・ガー〉）
- スパイ大作戦
  - 殺しのセンター（病院のアナウンス）
- プリズナーNo.6
  - No.2旗色悪し（売店の女性〈No.256〉）

#### アニメ・特撮
- おまかせ!プルーデンスおばさん（ナレーター）
- キャプテン・スカーレット
  - 「スペクトラム基地あやうし！」（秘書）
- スヌーピーの大冒険（フリーダ〈リンダ・メンデルソン〉）※劇場公開版

### テレビドラマ
- 特別機動捜査隊 282話（1967年、ウエイトレス）
- 東京警備指令 ザ・ガードマン 114話（1967年）

### CM
- サントリー 健康専門茶「自分防衛団」シリーズ（ナレーター）[14]